# One Shot '80 (1998)
One Shot '80 è una compilation, pubblicata nel 1998.

## Il disco
Si tratta di una raccolta di canzoni degli anni '80, pubblicata in Italia dalla Universal su CD (catalogo UMD77046, 025 7 77046 2) e cassetta nel 1998, appartenente alla serie One Shot '80, la prima a far parte della più vasta collana denominata One Shot.
Raggiunge la posizione numero 10 nella classifica italiana.
Ha copertina di colore arancione ed è, formalmente, sia il primo volume della serie One Shot '80, sia il primo album in assoluto pubblicato per una delle serie appartenenti alla collana; tuttavia NON presenta, alcuna indicazione di "volume", né un numero progressivo nella serie.
Nella confezione è presente un libretto contenente, per ciascun brano: testo, autori, durata, anno di pubblicazione ed editore.

Richiestissimo, è stato ristampato senza il libretto; per questa ragione, nel sesto volume della serie è stato allegato un pieghevole aggiuntivo con i testi da inserire in questo album.

## Tracce
Il primo è l'anno di pubblicazione del singolo, il secondo quello dell'album; altrimenti coincidono. 
1. The Buggles – Video Killed the Radio Star (single version) – 3:21 (Trevor Horn, Geoff Downes, Bruce Woolley) – 1979, 1980
2. Kajagoogoo – Too Shy – 3:39 (testo: Limahl, Nick Beggs – musica: Kajagoogoo) – 1983
3. Heaven 17 – Let Me Go – 4:16 (Ian Craig Marsh, Martyn Ware, Glenn Gregory) – 1982, 1983
4. Industry – State of the Nation (single version) – 3:40 (Jon Carin, Mercury Caronia) – 1983, 1984
5. Wang Chung – Dance Hall Days – 4:00 (testo: Jack Hues – musica: Nick Feldman, Darren Costin) – 1983
6. Belouis Some – Imagination – 3:06 (Neville Keighley) – 1985
7. Freur – Doot-Doot – 4:00 (Rick Smith, Karl Hyde, Alfie Thomas) – 1983
8. ABC – The Look of Love (part one) – 3:30 (Martin Fry, David Palmer, Stephen Singleton, Mark White) – 1982
9. Mr. Mister – Broken Wings (album version) – 5:43 (John Lang, Richard Page, Steven George) – 1985
10. Ph.D. – I Won't Let You Down (single version) – 4:12 (Jim Diamond, Tony Hymas) – 1981
11. Indeep – Last Night a D.J. Saved My Life (edited album version) – 4:43 (Michael Cleveland) – 1982
12. Quarterflash – Harden My Heart (album version) – 3:52 (Marv Ross) – 1981
13. Alphaville – Big in Japan (album version) – 4:45 (testo: Marian Gold – musica: Marian Gold, Bernhard Lloyd, Frank Mertens) – 1984
14. Fox the Fox – Precious Little Diamond (single version) – 3:58 (testo: Sylvia Musmin – musica: Berth Tamaëla) – 1984
15. Russ Ballard – Voices (edited album version) – 5:19 (Russell Glyn Ballard) – 1984
16. Nena – 99 Luftballons – 3:52 (testo: Carlo Karges – musica: Jörn-Uwe Fahrenkrog-Petersen) – 1983
17. Johnny Hates Jazz – Shattered Dreams – 3:27 (Clark Datchler) – 1987, 1988
18. Nik Kershaw – Wouldn't It Be Good – 4:31 (Nicholas David Kershaw) – 1984
19. Nikka Costa – (Out Here) On My Own (feat. Don Costa) – 3:33 (Michael Gore, Lesley Gore) – 1981